# Дрю Карпишин
Дрю Карпишин (на английски: Drew Karpyshyn) е канадски писател, сценарист и дизайнер на видеоигри, номиниран за награда на БАФТА.

## Биография
Дрю Карпишин е роден на 28 юли 1971 г. в Едмънтън, Алберта, но израства в близкото градче Сейнт Албърт. Като дете е голям почитател на Междузвездни войни и на Хелоуин често се облича като една от извънземните раси във филмите – Джауа.
Карпишин сменя много различни професии преди да започне работа като кредитен инспектор към кредитния съюз. В този период е подкрепян финансово от съпругата си Дженифър. След като претърпява автомобилна катастрофа при която унищожава автомобила си, решава да напусне работа и да се завърне в университета. След две години се дипломира с бакалавърска степен по изящни изкуства и започва работа като дизайнер на видеоигри към Wizards of the Coast.
През 2000 г. се присъединява към канадското студио BioWare. Карпишин е главен сценарист на високо оценените игри на компанията – „Star Wars: Knights of the Old Republic“, „Mass Effect“ и „Mass Effect 2“, също така работи по сценария и дизайна и на много от другите игри на BioWare, между които са „Neverwinter Nights“, „Jade Empire“ и „Star Wars: The Old Republic“.
През 2009 г. се премества да живее със семейството си в Остин, Тексас и започва работа по играта базирана на Star Wars вселената – Star Wars: The Old Republic. През 2012 г. напуска BioWare за да се концентрира в писането на книги. След като завършва трилогията Chaos Born, през 2015 г. се завръща в BioWare.

## Кариера

### Книги
Forgotten Realms
- Baldur's Gate II: Throne of Bhaal (2001)
- Temple Hill (2001)

Star Wars
- Star Wars – Darth Bane: Path of Destruction (2006)
- Star Wars – Darth Bane: Rule of Two (2007)
- Star Wars – Darth Bane: Dynasty of Evil (2009)
- Star Wars: The Old Republic: Revan (2011)
- Star Wars: The Old Republic: Annihilation (2012)

Mass Effect
- Mass Effect: Разкритието (2007)
- Mass Effect: Възходът (2008)
- Mass Effect: Възмездието (2010)

Chaos Born
- Children of Fire (2013)
- The Scorched Earth (2014)
- Chaos Unleashed (2015)

### Видеоигри
- Baldur's Gate II: Shadows of Amn (2000, помощник дизайнер)
- Baldur's Gate II: Throne of Bhaal (2001, дизайнер)
- Neverwinter Nights (2002, дизайнер)
- Neverwinter Nights: Hordes of the Underdark (2003, дизайнер)
- Star Wars: Knights of the Old Republic (2003, дизайнер, главен сценарист)
- Jade Empire (2005, сценарист)
- Mass Effect (2007, главен сценарист)
- Mass Effect 2 (2010, главен сценарист)
- Star Wars: The Old Republic (2011, сценарист)